# Эспозито, Алессандро
Алессандро Эспозито (итал. Alessandro Esposito; 7 июня 1913, Бергамо — 14 сентября 1981, Флоренция) — итальянский органист и музыкальный педагог.
Учился в своём родном городе у Агостино Донини, затем в 1933—1940 гг. совершенствовался в Милане. Одновременно с 1938 г. органист базилики Санта-Мария-Маджоре в Бергамо. В 1940—1942 гг. занимался у Фернандо Джермани в Академии Киджи. С 1941 г. преподавал орган в Консерватории Больцано. С 1951 г. профессор органа во Флорентийской консерватории (среди его учеников Луиджи Сесса) и органист кафедрального собора Санта-Мария-дель-Фьоре.
Как и его последний учитель Джермани, Эспозито был признанным[кем?] исполнителем сочинений И. С. Баха. Осуществил ряд аранжировок и переложений итальянской музыки XVII—XVIII веков (Бернардо Пасквини, А. Б. делла Чайя и др.). Автор органных и хоровых произведений.